# Col du Géant
Ne doit pas être confondu avec Col des Géants.
Le col du Géant est un col du massif du Mont-Blanc situé à 3 341 ou 3 354 mètres d'altitude. Il se trouve sur la frontière entre la France et l'Italie, entre les communes de Chamonix-Mont-Blanc au nord-ouest et de Courmayeur au sud-est, et sur la ligne de partage des eaux entre mer Méditerranée et mer Adriatique.

## Géographie
Le col se situe entre la pointe Helbronner au sud-ouest et les aiguilles Marbrées au nord-est. Son altitude de 3 341 ou 3 354 mètres en fait le point le plus bas de la ligne de crête entre les Grandes Jorasses à l'est-nord-est et le mont Blanc à l'ouest-sud-ouest. Sur la pointe Helbronner se trouvent le refuge Torino et les gares d'arrivée de la télécabine Panoramic Mont-Blanc qui rejoint l'aiguille du Midi côté français et du Skyway Monte Bianco qui rejoint Entrèves côté italien. Le glacier du Géant qui s'étend principalement en territoire français au nord-ouest envoie par le col un petite diffluence côté italien.
Il existe au niveau du col du Géant un litige sur le tracé de la frontière entre la France et l'Italie, analogue à celui qui concerne le sommet du mont Blanc. Les cartes italiennes font passer la frontière  au col, alors que sur les cartes françaises, elle passe une centaine de mètres au sud, le col étant entièrement en France. Ce litige a été ravivé en 2015, à la suite de l'interdiction d'accès au glacier du Géant depuis le refuge Torino, par la mairie de Chamonix, pour des raisons de sécurité. La Stampa note que si ce litige est anachronique, il pourrait poser un problème de « responsabilité pénale et civile si des incidents devaient survenir dans la zone glacée »,.

## Légende du col Major

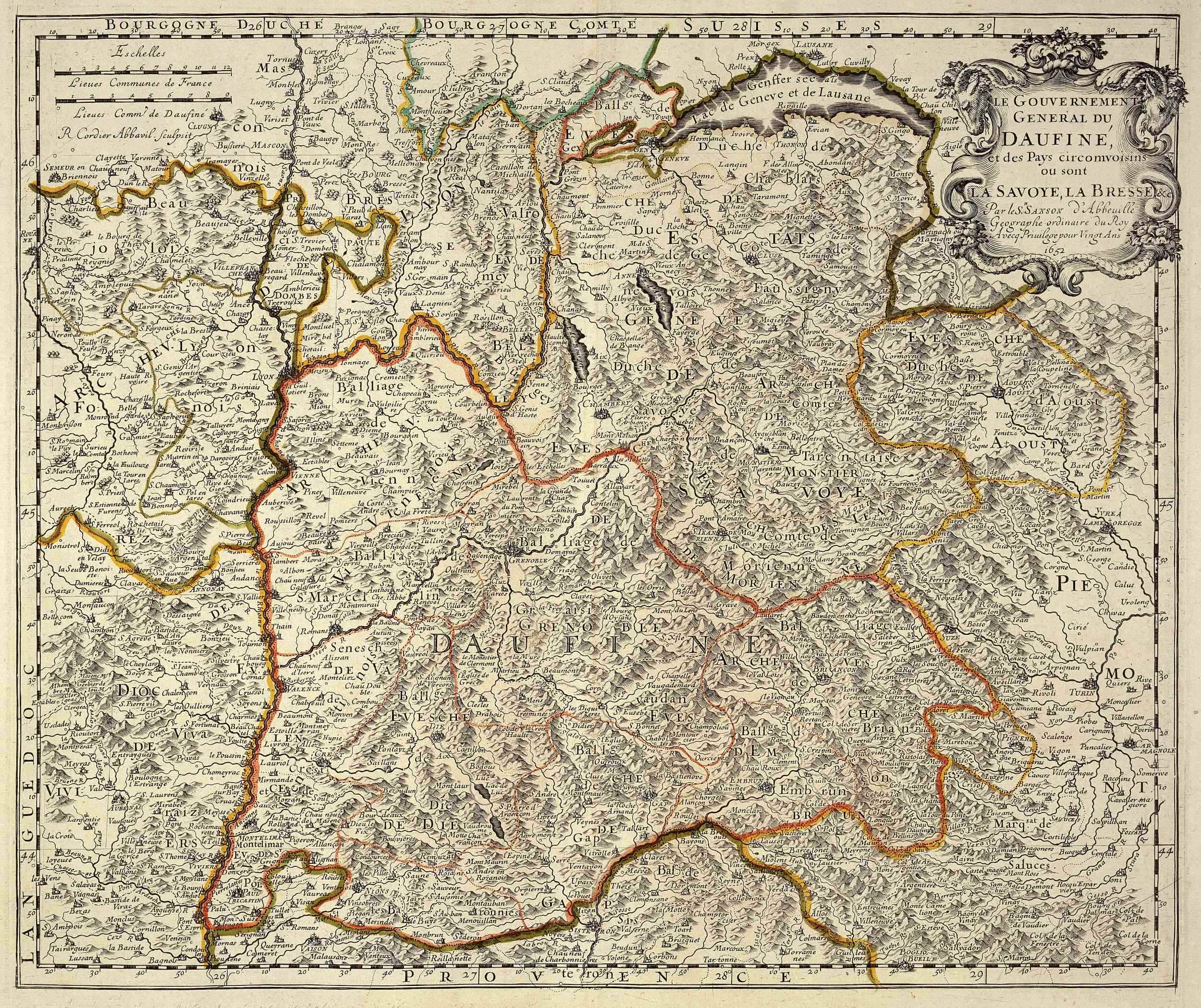
La carte du Gouvernement général du Daufiné et des pays circomvoisins de Nicolas Sanson en 1652, qui indique un « Col Major ou de Cormoyeu » entre Chamonix (« Chamony ») et Courmayeur (« Cormoyeu »)

À partir de la seconde moitié du XVIIe siècle, et jusqu'au début du XIXe siècle, de nombreuses cartes indiquent un passage direct entre Chamonix et Courmayeur, appelé col Major. La plus ancienne carte est celle Haute Lombardie et pays circonvoisins (1648) de Nicolas Sanson qui indique « Col Major ou Cormoyeu », indication reprise dans la carte du Gouvernement général du Daufiné et des pays circomvoisins (1652), toujours de Sanson : « Col Major ou de Cormoyeu », par la suite recopiée dans de nombreuses cartes.
À la même époque on trouve la légende d'un ancien passage par les « glacières » entre Chamonix et Courmayeur, passage devenu impraticable par les poussées glaciaires ou les éboulements. Le plus ancien est celui de Philibert-Amédée Arnod lieutenant du bailliage du duché d'Aoste, et auteur du premier traité géographique sur la région, dans lequel il décrit les passages « de tout le circuit du duché d'Aoste venant des provinces circonvoisines », et la tentative qu'il fit pour franchir le col du Géant depuis Courmayeur : « Si bien que par tradition des pères à fils l'on prenait autres lois un passage à droiture d'Entrèves par-dessus les glaciers de Mont-Fréty pour descendre en Chamonix en Faucigni. Je pris trois bons chasseurs, en 1689, avec des grappins aux pieds, des hachons, et des crocs de fer à la main, pour se faire pas sur la glace: il n'y eut pourtant jamais moyen de pouvoir monter ny avancer a cause des grandes crevaces et interruptions qui se sont faites depuis bien des années »,.
Côté Chamonix, les voyageurs rapportent des récits similaires à partir du milieu du XVIIIe siècle. En 1741, Windham écrit : « Les guides racontaient qu'à l'époque de leurs pères, le glacier était très petit et qu'il existait même, le long des vallées, un passage à travers lequel, en six heures, on pouvait descendre en vallée d'Aoste, qu'ensuite la glace avait tellement augmenté que maintenant ce passage était obstrué et la glace s'accroissait chaque année. » L'année suivante, en 1742 Pierre Martel « Les Glacières s'étendent par diverses gorges et vallées jusqu'à la Vallée de Courmaïeux, mais non pas d'une communication ininterrompue, comme elle l'a été ci-devant, à cause des écroulements de quelques morceaux de montagne. C'est pourquoi il est à présent impossible d'aller de Chamouni à Courmaïeux par les vallées des Glacières »
En 1762, le journal de Louis Alexandre de La Rochefoucauld : « Elle (cette vallée) va se rendre dans le Val d'Aoste qui est vis-à-vis, par plusieurs glaciers semblables à ceux qu'on voit dans la vallée de Chamouny. Ce qui est certain c'est qu'il y a environ quarante ans il y avait une communication établie entre Courmayeul, petit village du Val d'Aoste, et Chamouny. Voici à peu près le chemin qu'ils tenaient. Ils montaient le Mont Logan qui est de l'autre côté du Glacier des Bois (c'est le glacier sur lequel nous sommes), ils passaient derrière l'Aiguille du Dru, montagne placée exactement vis-à-vis le Mont-Tainvert, trouvaient là derrière la grande vallée de glace qu'ils traversaient, et descendaient dans le Val d'Aoste aux environs de Courmayeul par un glacier semblable à celui que nous vîmes, ou bien par quelque montagne voisine. Le chemin était à peu près de six à sept heures. Un frère d'un de nos guides est le dernier qui ait fait ce chemin. Un changement arrivé subitement dans la vallée, qui y est fort sujette, lui rendit le retour impraticable par cette route. Il fut obligé de revenir par le Mont Saint-Bernard et le Valais, ce qui fait un tour considérable ». En 1772, André César Bordier, dans son Voyage pittoresque aux Glacières de Savoye : « C'est une tradition constante que les anciens habitants de Chamouni allaient dans six heures de temps à Col Major ou Courmayeu dans le Val d'Aoste par une route que les glaces occupent maintenant derrière le Montauvert »
En 1773, Marc-Théodore Bourrit rappelle la légende d'un passage direct de Chamonix à Courmayeur en passant par la Mer de Glace : 
« Les vieillards de Chamouni assurent qu'autrefois l'on pouvoit pénétrer de l'extrémité de cette glacière à la Val d'Aoste, ce que l'accumulation des glaces a rendu à présent impossible ».
Deux questions se posent : d'abord celle du franchissement du col du Géant avant la fin du XVIIIe siècle, et celle de l'identification du col Major avec le col du Géant ou un autre col.
Pour Henri Ferrand : « Un col spécial et unique n'a jamais existé sous le nom de Col Major. Des cartographes de Paris et d'Amsterdam avaient entendu matérialiser la notion d'un trajet conduisant à Courmayeur, Cormajor: ils ont écrit Col de Cormoyeu ou Col Major au hasard sur une chaîne dont la configuration exacte leur était inconnue, et ils l'ont ainsi promené plus ou moins près du col bien connu du Petit Saint-Bernard. Il est donc impossible de dire s'ils ont voulu l'appliquer à tel ou tel point aujourd'hui connu, et nous ne pouvons leur prêter une certitude qu'ils n'avaient pas. Simples échos de la légende, ils ne peuvent la confirmer et quant à la légende elle-même, qui jamais n'a formulé ce nom de Col Major, les contradictions flagrantes de ses très rares indications montrent bien quel peu de fonds elle avait dans l'esprit flottant de ceux qui la répétaient. »

### Col Major actuel: le plus haut col des Alpes

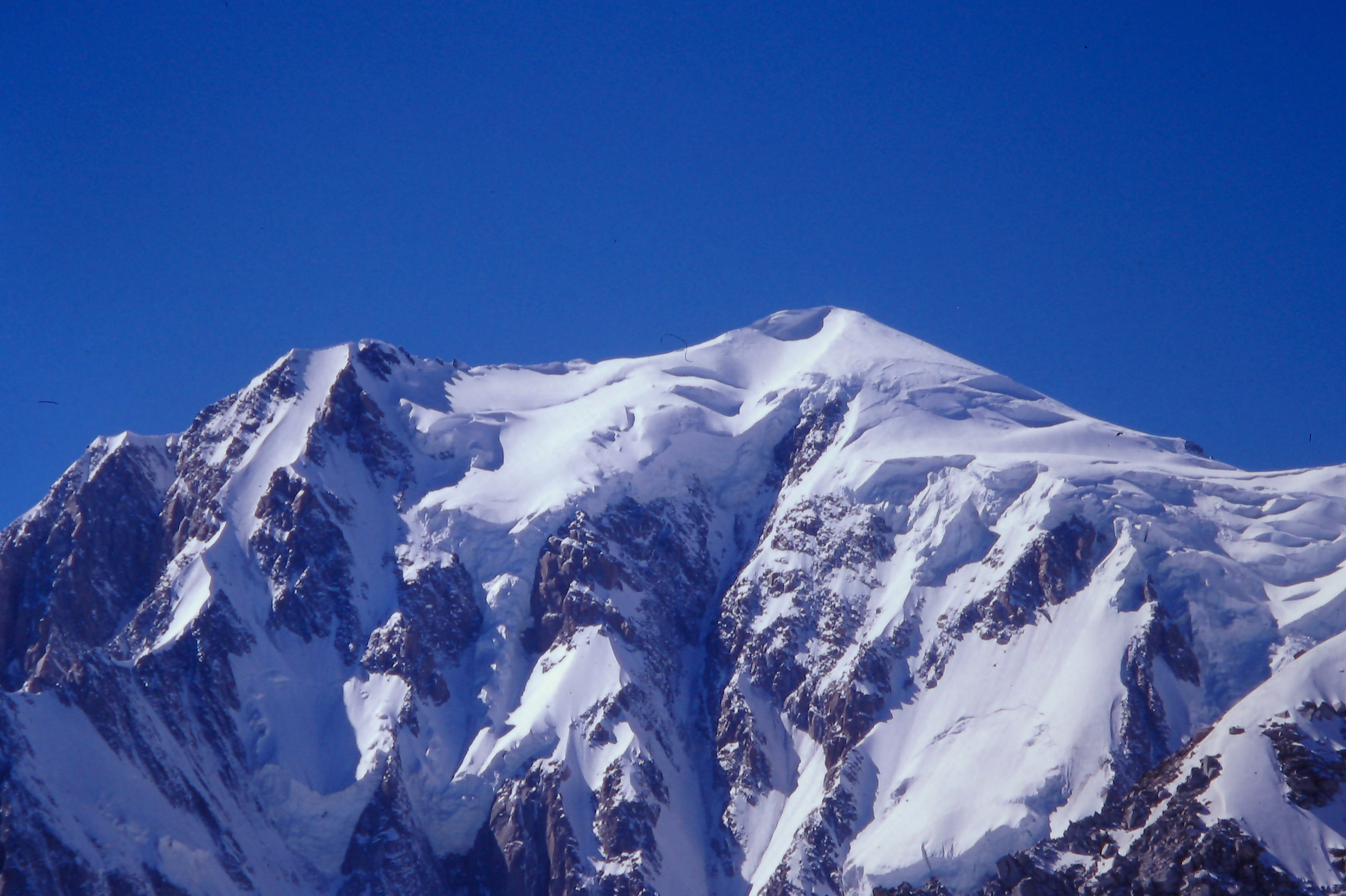
L'actuel col Major, entre le mont Blanc de Courmayeur, à gauche, et le mont Blanc à droite, vus depuis la pointe Helbronner.

Le nom de col Major a été donné à la fin des années 1920, à une selle neigeuse entre le mont Blanc et le mont Blanc de Courmayeur, à environ 4 740 m d'altitude, par l'alpiniste Thomas Graham Brown : « L'idée de traverser le haut col entre le mont Blanc et le mont Blanc de Courmayeur par ouï-dire. Elle vint en premier à E. G. Oliver […] Notre récente ascension de la voie de la Sentinelle Rouge [en 1927] intéressa Farrar, de même que le problème de la voie Major, qu'il encouragea chaudement, suggérant par la même occasion que cette voie devait aussi être utilisée pour la traversée du haut col. Farrar en parlait comme du plus haut, du plus impraticable et du plus inutile col des Alpes […]. Vers cette époque je lus l'article érudit de H. F. Montagnier sur la légende du col Major entre Courmayeur et Chamonix, et il m'apparut qu'adopter ce nom oublié pour le col non seulement sauverait un vieux nom de l'oubli, mais ne serait peut-être pas inapproprié. » .

## Histoire

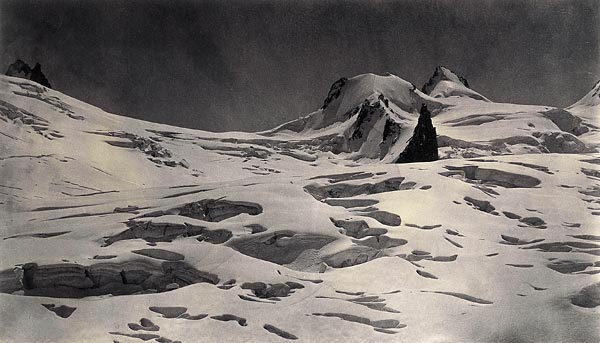
Le versant Nord col du Géant vers 1860 (avant le télécabine).

En 1785, Marc-Théodore Bourrit écrit : « À ce témoignage j'ajouterai celui du Sieur Patience [Jean-Laurant Jordanay], de la grande maison de Cormayeur, lequel étant monté à la chasse aux bouquetains, du côté du mont Mallet [la dent du Géant] découvrit les environs de notre glacière par une gorge qu'il estime être l'ancien passage ».
En août 1786, l'ingénieur Charles-François Exchaquet, directeur des Mines de Servoz, et l'Anglais Thomas Ford Hill décidèrent de tenter la traversée de Chamonix à Courmayeur par le col du Géant. Ils bivouaquèrent le 5 août au rocher du Couvercle, au bord de la Mer de Glace, tentèrent de gravir le lendemain le glacier du Tacul et renoncèrent devant les crevasses. Hill contourna le massif jusqu'à Courmayeur en passant par Les Contamines, et le 9 août il monta au col du Géant par le versant sud, qui ne présente pas de grosses difficultés, accompagné de Mr Hillyard, et mené par les guides Jean-Marie Couttet et Pierre Balmat de Chamonix et un chasseur de Courmayeur, probablement Jean-Laurant Jordanay ; ne repérant pas de voie évidente vers le mont Blanc (sans savoir qu'il avait été gravi pour la première fois la veille par Jacques Balmat et Michel Paccard), ils redescendirent dans la nuit.
L'année suivante, Exchaquet s'adressa à Jean-Marie Couttet et Jean-Michel Cachat pour faire une nouvelle tentative de traversée. Le 28 juin, Cachat manquant, il partit avec Couttet et Jean-Michel Tournier, arrivant le même jour, sans difficulté à Courmayeur, pour découvrir qu'ils avaient été devancés d'un jour par Jean-Michel Cachat (qui sera surnommé « Le Géant ») et Alexis Tournier, qui avaient prétendu être partis chercher des cristaux, et qui avaient donc réalisé la première traversée connue du col du Géant, le 27 juin 1787 . Cachat le Géant note dans ses carnets : « Le 27 juin 1787, j'ai passé à Courmayeur avec Alexis Tournier ; nous avons mis 16 heures pour aller depuis les Bois [hameau de Chamonix] jusqu'à Courmayeur, 11 heures pour monter et 5 heures pour descendre. Nous sommes passés les premiers depuis plus d'un siècle ». Dans son récit, Exchaquet ne donne pas de nom au col mais en parle comme du « sommet du Tacul », le « glacier du Tacul » désignant alors les actuels glaciers du Géant et de la Vallée Blanche.
Deux mois plus tard, le 27 août 1787, Marc-Théodore Bourrit partit de Chamonix pour faire la traversée du col qu'il juge être une « découverte équivalent à l'ascension du mont Blanc » (ambition qu'il n'avait pu réaliser).